# Order Krzyża Słowackiego
Order Krzyża Słowackiego i Medal Krzyża Słowackiego (słow. Rad Slovenskeho kríža a Medaila Slovenského kríža) – słowackie wysokie odznaczenia państwowe z okresu I Republiki nadawane w latach 1940–1945. Projektantem orderu i medalu był Fraňo Štefunko. Sprawami orderu i medalu zajmowała się kancelaria prezydenta.

## Historia
Odznaczenie zostało ustanowione dekretem słowackiego rządu nr 155/1940 Sl.z. 8 maja 1940 razem z Medalem Krzyża Słowackiego  dla upamiętnienia Andreja Hlinki. Order przyznawany był zarówno obywatelom Słowacji jak i obcokrajowcom za zasługi dla państwa. Odznaczenie składało się początkowo z czterech klas. 
W 1942 roku wprowadzono nowy statut orderu i medalu, który uzupełnił order o stopień z łańcuchem i V klasę oraz wprowadził wersje wojskowe odznaczeń – z mieczami. Po wybuchu powstania słowackiego podziemna Słowacka Rada Narodowa 14 września 1944 roku uchwaliła ustawę znoszącą wszystkie odznaczenia Państwa Słowackiego i zakazującą ich noszenia. Wraz z likwidacją Państwa Słowackiego w 1945 order wygasł.

## Klasy i stopnie

### 1940–1942
Order Krzyża Słowackiego
- odznaka I klasy – Wielki Krzyż (veľkokríž radu Slovenského kríža)
- odznaka II klasy – Krzyż Wielki Oficerski (veľkodôstojnícky kríž radu Slovenského kríža)
- odznaka III klasy – Krzyż Komandorski (veliteľský kríž radu Slovenského kríža)
- odznaka IV klasy – Krzyż Oficerski (dôstojnícky kríž radu Slovenského kríža)

Medal Krzyża Słowackiego
- medal 1 stopnia – Złoty Medal (zlatá medaila Slovenského kríža)
- medal 2 stopnia – Srebrny Medal (strieborná medaila Slovenského kríža)
- medal 3 stopnia – Brązowy Medal (bronzová medaila Slovenského kríža)

### 1942–1945
Order Krzyża Słowackiego
- odznaka stopnia z łańcuchem – Łańcuch (reťaz radu Slovenského kríža)
- odznaka I klasy – Wielki Krzyż (veľkokríž radu Slovenského kríža)
- odznaka II klasy – Krzyż Wielki Oficerski (veľkodôstojnícky kríž radu Slovenského kríža)
- odznaka III klasy – Krzyż Komandorski (veliteľský kríž radu Slovenského kríža)
- odznaka IV klasy – Krzyż Oficerski (dôstojnícky kríž radu Slovenského kríža)
- odznaka V klasy – Krzyż Kawalerski (rytiersky kríž radu Slovenského kríža)

Medal Krzyża Słowackiego
- medal 1 stopnia – Złoty Medal (zlatá medaila Slovenského kríža)
- medal 2 stopnia – Srebrny Medal (strieborná medaila Slovenského kríža)
- medal 3 stopnia – Brązowy Medal (bronzová medaila Slovenského kríža)

## Zasady nadawania
Zgodnie ze statutem order i medal Krzyża Słowackiego nadawany był przez prezydenta zarówno obywatelom Słowacji, jak i cudzoziemcom za zasługi dla Republiki Słowackiej. Prezydent był z urzędu kawalerem łańcucha orderu i po zakończeniu pełnienia urzędu miał nim pozostawać, o ile nie został z niego usunięty. W czasie mobilizacji wojskowej na wniosek ministra obrony prezydent mógł nadać wojskowym order z mieczami. Dodatkowo prezydent mógł udzielić pełnomocnictwa ministrowi obrony narodowej do nadawania medali przyznawanych za odwagę. Odznaki orderu podlegały zwrotowi do kancelarii prezydenta po śmierci posiadacza. Ordery i medale można było też utracić w wyniku wyroku sądu. Wówczas również podlegały zwrotowi do kancelarii prezydenta.

## Opis odznaki

### Order
Insygnia orderu składały się z odznaki, łańcucha, wstęgi oraz gwiazdy. 
Odznaka wykonana była ze srebra w trzech wariantach: pozłacanego krzyża wielkiego o średnicy 66 mm przeznaczonego dla stopnia z łańcuchem i I klasy, pozłacanego krzyża średniego o średnicy 50 mm przeznaczonego dla klas II-IV oraz krzyża małego (niepozłacanego) również o średnicy 50 mm przeznaczonego dla V klasy. Odznaka miała kształt krzyża podwójnego - patriarchalnego o rozszerzających się końcach ramion pokrytych białą emalią wpisujących się w okrąg. Między ramionami znajdował się wieniec z gałązek lipy. Pośrodku krzyża znajdował się medalion z popiersiem Andreja Hlinki na awersie i napisem VERNÍ SEBE SVORNE NAPRED (każdy wyraz w oddzielnej linijce) na odwrocie. Wielki i średni krzyż zawieszany był za pomocą zawieszki przedstawiającej pochodnię pośrodku i po trzy ciupagi z lewej i prawej strony przewiązane razem wstęgą. Zawieszka krzyża małego przedstawiała dwie gałązki lipy, z trzema listkami każda. W wersji wojskowej zawieszka dla wszystkich trzech wariantów przedstawiała dwa skrzyżowane miecze umieszczone na wieńcu laurowym
Odznaka zawieszana była na łańcuchu (stopień z łańcuchem), wielkiej wstędze (I klasa), średniej wstędze (II-III klasa) lub małej (IV-V klasa). Łańcuch orderu był ten sam co dla orderu Księcia Pribina i noszony był na szyi. Wstęga orderowa była czarna z dwoma paskami niebieskimi po bokach. Wielka wstęga noszona była przez prawe ramię na lewy bok, a na jej końcu zawiązana była kokarda na której wisiał krzyż. Wstęga miała 180 cm długości i 90 mm szerokości. Paski szerokości 6,5 mm były oddalone od krawędzi o wstęgi o 11 mm. N. Średnia wstęga noszona była na szyi, miała 50 cm długości i 35 mm szerokości. Paski szerokości 2,5 mm odsunięte były o 4,5 mm od krawędzi. Krzyże na małej wstędze noszone był na lewej piersi. Wstążka miała 6 cm długości, 35 mm szerokości i podobnie jak we wstędze średniej 2,5 mm szerokości paski odsunięte były o 4,5 mm od krawędzi.
Osoby odznaczone łańcuchem, I i II klasą i II klasa nosiły również na dole lewej piersi wykonaną ze srebra gwiazdę orderową. Gwiazda była sześcioramienna, a każde ramię składało się 11 promienia. Na promieniach znajdowała się pozłacana warstwa liści oliwnych ułożonych również w kształt gwiazdy sześcioramiennej. Na liściach umieszczony był awers krzyża orderowego. W wersji wojskowej pomiędzy krzyżem a oliwnymi liśćmi umieszczone były dwa skrzyżowane ze sobą miecze.

### Medal
Odznaką Medalu Krzyża Słowackiego był okrągły medal średnicy 33 mm. I i II stopień wykonany był ze srebra, I stopień dodatkowo pozłacano, zaś III z brązu. Na awersie umieszczony był wizerunek krzyża orderowego - podwójnego krzyża patriarchalnego o rozszerzających się końcach ramion wpisujących się w okrąg. Między ramionami znajdował się wieniec z gałązek lipy. Pośrodku krzyża znajdował się medalion z popiersiem Andreja Hlinki. Na rewersie medalu umieszczony był napis VERNÍ SEBE SVORNE NAPRED (każdy wyraz w oddzielnej linijce) otoczony dwoma gałązkami lipy. Ponad wyrazem VERNÍ dodatkowo znajdowały się dwa liście lipy. Medal zawieszony był na wstążce za pomocą zawieszki przedstawiającej dwie gałązki lipy, z trzema listkami każda.
Medal zawieszany był na lewej piersi na wstążce zawiązanej na modę rosyjską. Wstążka miała szerokość 25 mm i była w kolorystyce wstążki orderu - czarna z dwoma niebieskimi paskami szerokości 2 mm w odległości 3,5 mm od krawędzi.